# São Tomé và Príncipe tại Thế vận hội
São Tomé và Príncipe đã tham dự 6 kỳ Thế vận hội Mùa hè. Quốc gia này xuất hiện tại đại hội lần đầu tiên năm 1996 ở Atlanta; chưa từng tham gia Thế vận hội Mùa đông cũng như chưa có huy chương Olympic.
Ủy ban Olympic quốc gia của São Tomé và Príncipe được thành lập năm 1979 và được Ủy ban Olympic Quốc tế công nhận năm 1993.

## Bảng huy chương

### Huy chương tại các kỳ Thế vận hội Mùa hè
| 1896–1992           | không tham dự | không tham dự | không tham dự | không tham dự |
| Atlanta 1996        | 0             | 0             | 0             | 0             |
| Sydney 2000         | 0             | 0             | 0             | 0             |
| Athens 2004         | 0             | 0             | 0             | 0             |
| Bắc Kinh 2008       | 0             | 0             | 0             | 0             |
| Luân Đôn 2012       | 0             | 0             | 0             | 0             |
| Rio de Janeiro 2016 | 0             | 0             | 0             | 0             |
| Tokyo 2020          | chưa diễn ra  |               |               |               |
| Tổng số             | 0             | 0             | 0             | 0             |